# Speaking in Tongues
Speaking in Tongues es el quinto álbum de estudio de la banda de rock estadounidense Talking Heads, lanzado en 1983. Después de la división de la banda con el productor Brian Eno y una breve separación que permitió a los miembros individuales empezar nuevos proyectos paralelos, la grabación comenzó en 1982. Se convirtió en el primer álbum de ámbito comercial de la banda y produjo el primer (y único) Top 10 de la banda en Estados Unidos, "Burning Down the House", que fue acompañado por un video promocional.
La gira del álbum fue documentada en la película Stop Making Sense de Jonathan Demme, que generó un álbum en vivo del mismo nombre. (La película del concierto y el título del álbum en vivo provienen de la frase repetida "¡Stop Making Sense!" en la canción "Girlfriend Is Better".) Además, el álbum pasó a las listas de donde alcanzó el número dos durante seis semanas. Este álbum también fue el álbum que alcanzó el puesto más alto de la banda en el Billboard 200.

## Ilustraciones
David Byrne diseñó la portada para el lanzamiento general del álbum. El artista Robert Rauschenberg ganó un premio Grammy por su trabajo en la versión LP de edición limitada. Este álbum presentaba un disco de vinilo transparente en un embalaje de plástico transparente junto con tres discos de plástico transparente impresos con collages similares en tres colores diferentes.

## Lanzamiento
El casete original y las copias en CD posteriores del álbum tienen "versiones extendidas" de "Making Flippy Floppy", "Girlfriend Is Better", "Slippery People", "I Get Wild / Wild Gravity" y "Moon Rocks". El álbum fue relanzado en febrero de 2006 como DualDisc remasterizado. Contiene las versiones extendidas de las canciones que se encuentran en el casete original e incluye dos pistas adicionales ("Two Note Swivel" y una mezcla alternativa de "Burning Down the House"). El lado del DVD-A incluye mezclas estéreo y envolvente 5.1 de alta resolución (96 kHz / 24 bits), así como una versión Dolby Digital 5.1 del álbum, una nueva versión alternativa de "Burning Down the House" con énfasis en experimentar con las posibilidades de sonido envolvente y videos para "Burning Down the House" y "This Must Be the Place" (los videos son Dolby Digital de dos canales solamente). En Europa se lanzó como un conjunto de dos discos CD + DVDA en lugar de un solo DualDisc. La reedición fue producida por Andy Zax con Talking Heads.
Byrne ha dicho, como una explicación parcial del título del álbum: "Originalmente canté tonterías, eh, hice palabras para encajar en eso. Eso funcionó bien".

## Recepción de la crítica
David Fricke, de Rolling Stone, elogió la naturaleza cruzada del álbum y lo llamó "el álbum que finalmente borra la delgada línea que separa la música pop blanca artística y el funk negro profundo". Explicó que las canciones son verdaderas art rock, con la complejidad y sofisticación del género, pero evitan las pretensiones características del art rock con una actitud relajada y ritmos de baile convincentes, lo que lo convierte en un álbum de fiesta ideal.
En 1989, el álbum ocupó el puesto número 54 en la lista de la revista Rolling Stone de los "100 mejores álbumes de la década de 1980". En 2012, la revista Slant incluyó el álbum en el número 89 en su lista de "Mejores álbumes de la década de 1980".

## Lista de canciones
Todas las canciones fueron escritas y compuestas por Talking Heads y Brian Eno:
Cara A

| N.º | Título                    | Duración |  |
| 1.  | «Burning Down the House»  | 4:01     |  |
| 2.  | «Making Flippy Floppy»    | 4:34     |  |
| 3.  | «Girlfriend Is Better»    | 4:22     |  |
| 4.  | «Slippery People»         | 3:31     |  |
| 5.  | «I Get Wild/Wild Gravity» | 4:07     |  |

Cara B

| N.º | Título                                  | Duración |  |
| 6.  | «Swamp»                                 | 5:12     |  |
| 7.  | «Moon Rocks»                            | 5:03     |  |
| 8.  | «Pull Up the Roots»                     | 5:08     |  |
| 9.  | «This Must Be the Place (Naive Melody)» | 4:53     |  |

Bonus Tracks incluidos en el re-lanzamiento del CD

| N.º | Título                                       | Duración |  |
| 10. | «Two Note Swivel»                            | 5:51     |  |
| 11. | «Burning Down the House (alternate version)» | 5:09     |  |